# やしお観光バス

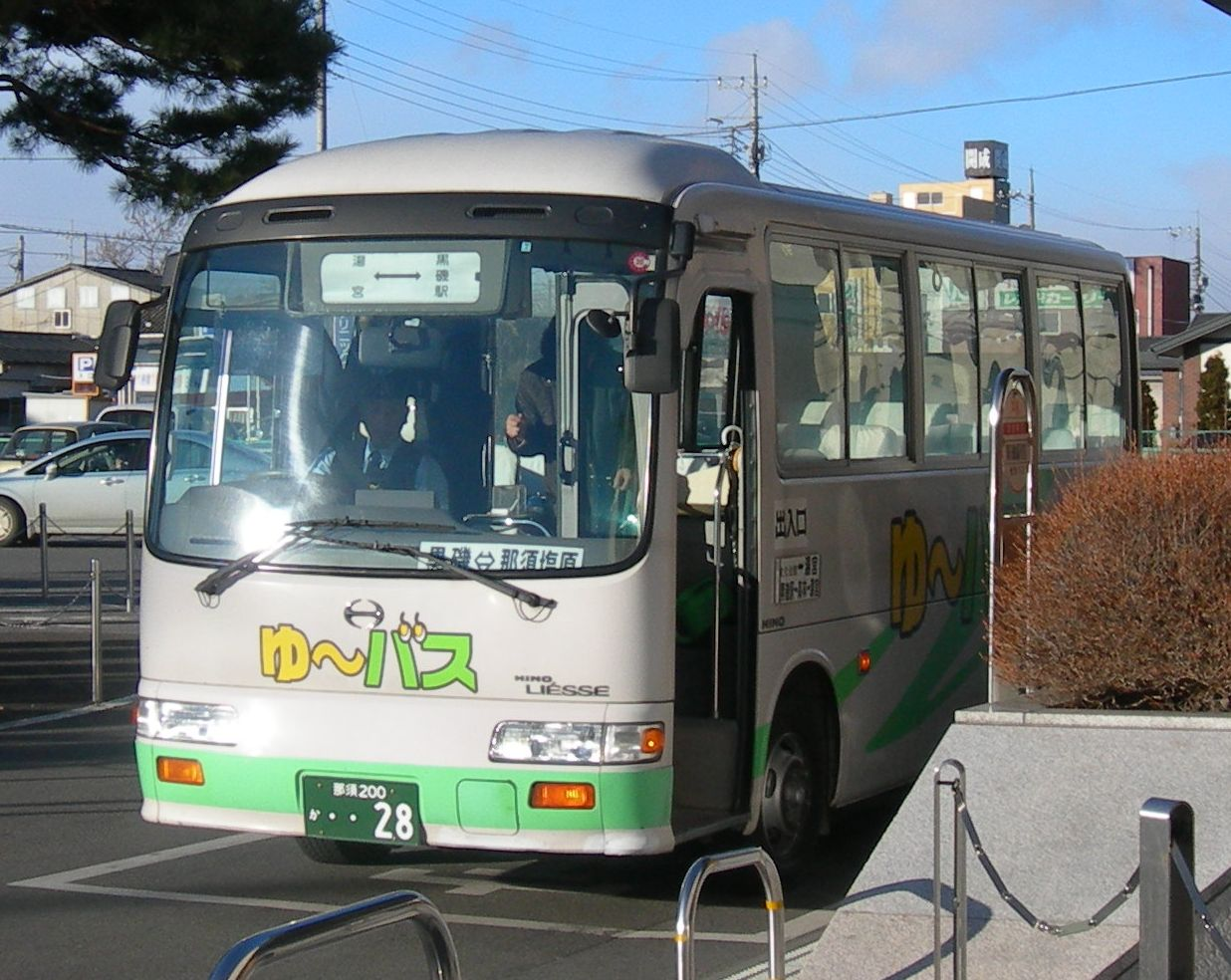
那須塩原市営バス
日野・リエッセ（廃車済み）

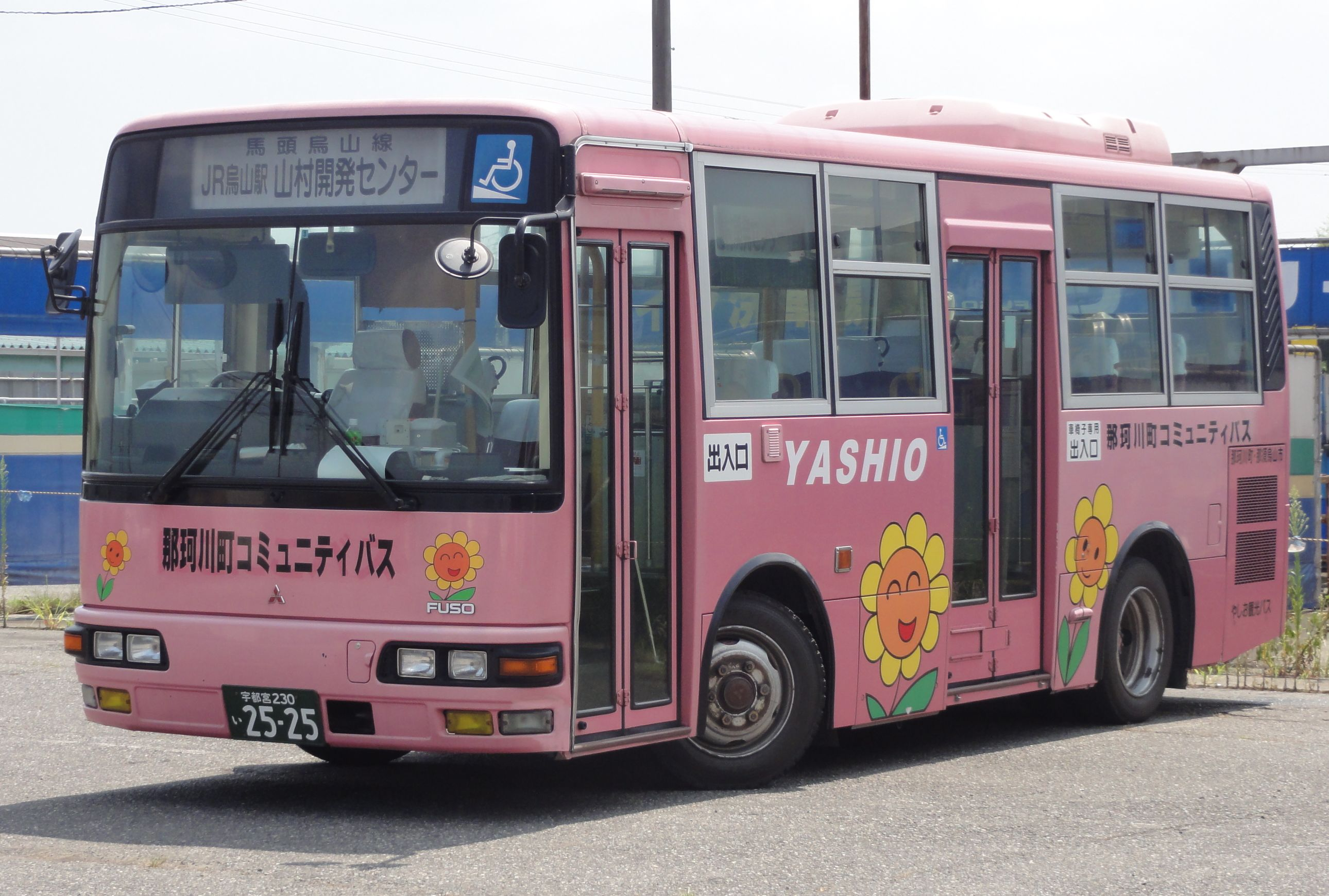
那珂川町コミュニティバス
三菱ふそう・エアロミディMJ

やしお観光バス株式会社（やしおかんこうバス）は、栃木県那須塩原市三区町に本社を置く貸切バス・乗合バス事業者。
東野交通から分離して設立され、かつては東武グループに属した。東野交通とともにみちのりホールディングスグループ入り後、東野交通の経営統合により関東自動車の傘下となった。

## 沿革
- 1984年
  - 6月 - 東野交通から中型・小型貸切車（計8台）を引き継いで設立。
  - 11月 - 国内旅行業を登録。
- 2006年
  - 1月 - 大型車貸切車5台増車（東野交通の県北地区を移譲）。
  - 10月 - 栃木県立南那須特別支援校のスクールバス受託。
- 2016年12月1日 - 東野交通が東武グループから離脱し、みちのりホールディングスグループ入りしたのに伴い、やしお観光バスもみちのりグループ入り。
- 2018年10月 - 東野交通が関東自動車と経営統合して解散。存続会社である関東自動車の傘下となる。

## コミュニティバス

### 過去の受託路線
- さくら市営バス（2013年4月より無期限休止中）
- 那須烏山市営バス
- 那須塩原市営バス（2025年3月まで）
  - 2015年9月30日まで - 湯宮線・鍋掛線
  - 2015年10月1日より - 鍋掛線・黒磯外回り線・黒磯内回り線・那須高原病院線・黒磯線
  - 2018年10月1日より - 黒磯線・黒磯南高校線
  - 2020年10月1日より - 黒磯線（黒磯南高校線を統合）
  - 2025年4月1日 関東自動車に移管[2]。
- 那珂川町コミュニティバス（2024年9月まで）

## 車両
東野交通と同様に、日野自動車と三菱ふそうトラック・バスの車両を導入している。
貸切車は、日野・セレガを主体に、三菱ふそう・ローザおよび日野・リエッセを使用している。貸切車の塗色は、当初は東野交通の観光バスカラーに文字を追加したデザインであった。東野交通の観光バスカラーが東武グループカラー化されると、やしお観光の車両も東武グループカラー化されるなど、東野交通に準じたカラーリングである。
路線車は、那須塩原市営バスでは日野・ポンチョを、那珂川町コミュニティバスでは三菱ふそう・エアロミディMJを使用する。路線車の塗色は、受託運行する各コミュニティバスのカラーリングを採用する。
車体に表記されるロゴマークは、東野交通の旧ロゴマークを流用している。車体に表記される数字は東野交通の「108」に対し、やしお観光バスでは「840」としている。東野交通の新ロゴマーク制定後も、やしお観光バスのロゴマークは変更されていない。